# Kleszczówek
Kleszczówek – wieś w Polsce położona w województwie podlaskim, w powiecie suwalskim, w gminie Rutka-Tartak. 
Do 31 grudnia 2009 wieś należała do gminy Wiżajny.
W latach 1975–1998 miejscowość administracyjnie należała do województwa suwalskiego.
Na zachód od wsi znajduje się Jezioro Perty.